# Bandar (Buana Pemaca)
Bandar is een bestuurslaag in het regentschap Ogan Komering Ulu Selatan van de provincie Zuid-Sumatra, Indonesië. Bandar telt 876 inwoners (volkstelling 2010).